# Landschleicher
Der Landschleicher ist eine Sendereihe, die seit dem 28. März 1993 sonntags im RBB Fernsehen Brandenburg innerhalb der Nachrichtensendung Brandenburg aktuell ausgestrahlt wird.
In jeder Sendung wird ein kleiner Ort im Land Brandenburg mit unter 2000 Einwohnern vorgestellt und porträtiert. Die Sendung ähnelt somit dem Konzept der Sendung Hierzuland des SWR Fernsehens.
Grundlage für die ausgewählten Orte ist das Verzeichnis des Landesstatistikamtes Brandenburg „Bevölkerung im Land Brandenburg nach Kreisen und Gemeinden im Jahr 1992“. Alle Orte, die zum damaligen Zeitpunkt eine selbstständige Gemeinde waren und weniger als 2000 Einwohner hatten, wurden berücksichtigt.
Der zu besuchende Ort wird am Freitag während der Brandenburg-aktuell-Sendung aus einer Losschale gezogen und am Samstag besucht. Die Folge wird dann in der Brandenburg-aktuell-Sendung am Sonntag gezeigt.
Am 16. Juni 2012 wurde die 1000. Folge ausgestrahlt. Am 26. Januar 2025 wurde die letzte Folge der ersten Staffel ausgestrahlt. Moderator Marc Langebeck zog zuvor den letzten verbliebenen Ort aus der Losschale, um diesen im Rahmen des Finales zu präsentieren. Fast alle Folgen der Sendung sind im Archiv verfügbar.
Ab dem 21. März 2025 werden bereits besuchte Orte nach 32 Jahren erneut besucht. Für 2025 befinden sich nur die 1993 besuchten Ort in der Losschale.